# دمیترو یانچوک
دمیترو یانچوک (اوکراینی: Дмитро Юрійович Янчук؛ زادهٔ ۲۶ سپتامبر ۲۰۰۲) بازیکن فوتبال اهل اوکراین است.